# Bruce Eckel

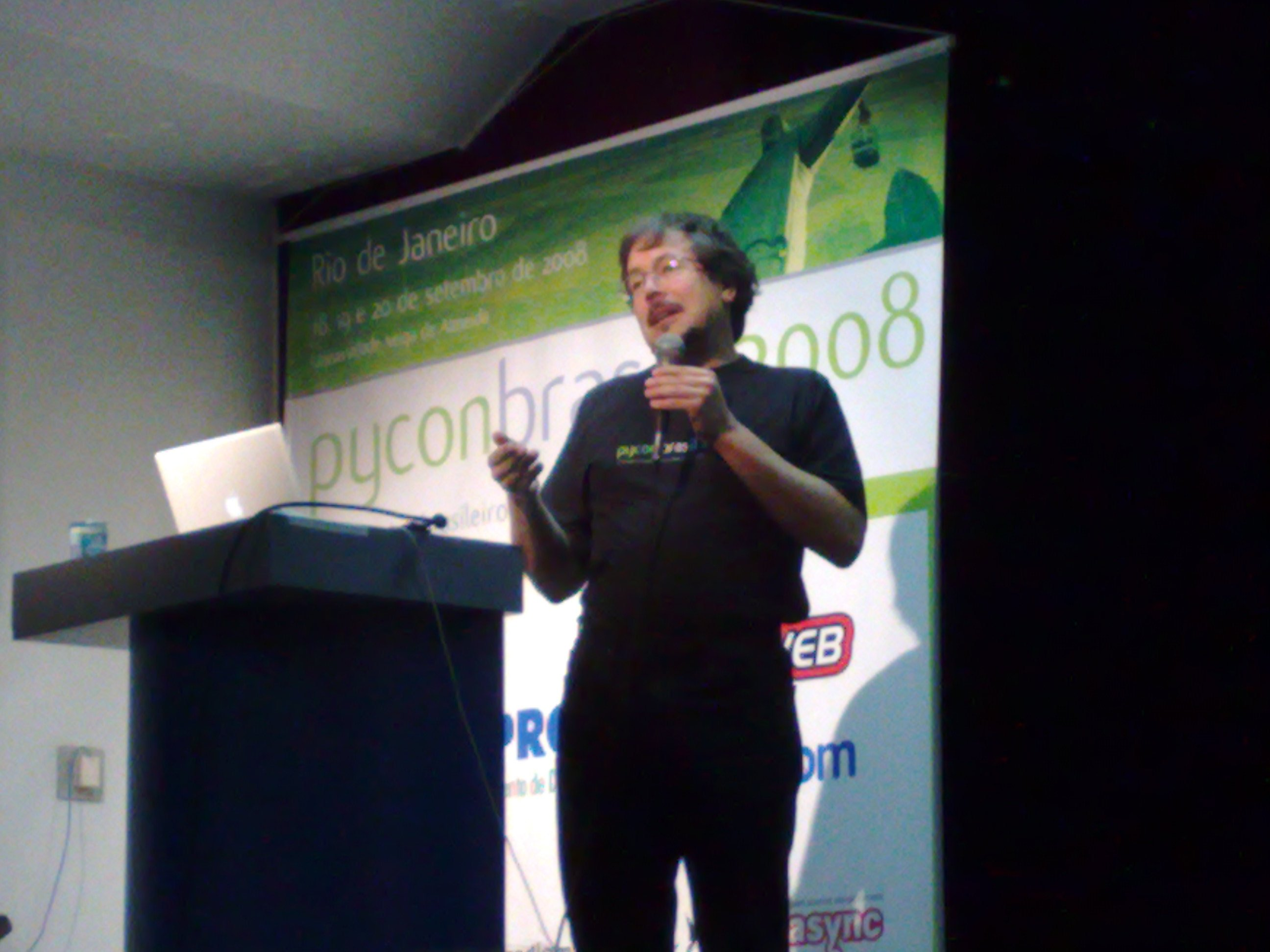
Bruce Eckel auf der Python Conference („PyCon“) 2008 in Brasilien

Bruce Eckel (* 8. Juli 1957) ist ein US-amerikanischer Informatiker, Berater und Autor.

## Leben
Eckel hat über 150 Artikel und sechs Bücher verfasst. Er hält einen Bachelor of Science in Angewandter Physik von der Universität Kalifornien und einen Master of Computer Engineering von der California Polytechnic State University. Er war Gründungsmitglied im ANSI/ISO C++-Komitee. Mehrfach ausgezeichnet, bewerten Kritiker seine Bücher Thinking in Java und Thinking in C++ über Java und C++ als Standardwerke in dem Bereich. 
Er schrieb Kolumnen für das Magazin Web Techniques, die Zeitschriften Unix review, Micro Cornucopia und C++ Report. Weitere Artikel wurden im  Windows Tech Journal, The C++ Journal und PC Techniques veröffentlicht.

## Veröffentlichungen
- Thinking in Java, Prentice Hall PTR, 2006, ISBN 0131872486
- Thinking in C++, Volume 1: Introduction to Standard C++, Prentice Hall, 2000, ISBN 0139798099
- Thinking in C++, Volume 2: Practical Programming, Prentice Hall, 2003, ISBN 0130353132
- Thinking in Python, 2001, Online-Buch (englisch)
- Thinking in Enterprise Java, 2003, Entwurf: Online-Version (englisch)
- Thinking in Patterns, 2003, Entwurf: Online-Version (englisch)
- Atomic Scala, 2013

## Auszeichnungen
- 1995 – Software Development Jolt Award: Best Book Published für Thinking in C++
- 2002 – Software Development Jolt Award: Best Book Published für Thinking in Java
- 2002 – Java World Reader’s Choice Award: Thinking in Java
- 2002 – Java World Editor’s Choice Award: Thinking in Java